# Matthew Glaetzer
Matthew Glaetzer, né le 24 août 1992 à Adelaïde, est un coureur cycliste australien spécialiste des épreuves de vitesse sur piste. Il a notamment remporté les championnats du monde de vitesse par équipes en 2012 et en 2022, ainsi que le titre en vitesse individuelle en 2018.

## Biographie
En 2009 et 2010, Matthew Glaetzer est plusieurs fois sur le podium des championnats nationaux juniors, avant de connaître un succès international pour la première fois avec trois médailles dont deux titres aux mondiaux sur piste juniors (moins de 19 ans). En 2011, il devient champion d'Australie de vitesse par équipes avec Nathan Corrigan-Martella et James Glasspool. Pour sa première compétition mondiale chez les élites, il est médaillé de bronze de la vitesse par équipes.
En 2012, il devient champion d'Australie du keirin. La même année, il décroche à domicile le titre mondial en vitesse par équipes avec ses compatriotes Shane Perkins et Scott Sunderland. Aux Jeux olympiques de Londres, il termine quatrième de la vitesse par équipes avec Perkins et Sunderland. Aux Jeux du Commonwealth de 2014, il remporte l'or sur le keirin et le bronze en vitesse par équipes.
En 2016, il est vice-champion du monde de vitesse. La même année, il est sélectionné pour participer aux Jeux olympiques de Rio de Janeiro. Avec Nathan Hart et Patrick Constable, il se classe quatrième de la vitesse par équipes. Il termine également quatrième de la vitesse individuelle et dixième du keirin.
Le 12 novembre 2017, il devient le premier coureur de l'histoire à descendre sous la minute, lors d'un kilomètre départ arrêté couru au niveau de la mer. Il réalise 59,970 secondes lors des qualifications du kilomètre de la manche de Coupe du monde de Manchester. En finale, il remporte la manche en 1 minutes et 81 centièmes. Ce record officieux est battu par Jeffrey Hoogland lors des mondiaux sur piste 2018 avec un temps de 59,459 secondes.
Aux mondiaux 2018, il décroche le titre suprême lors du tournoi de vitesse, sans perdre de match. C'est son deuxième titre mondial, six ans après le premier en vitesse par équipes. Il est également vice-champion du monde du kilomètre. Aux Jeux du Commonwealth de la même année, il remporte trois médailles dont deux titres sur le kilomètre et le keirin. Lors de la Coupe du monde 2018-2019, il remporte trois manches et le général de la vitesse individuelle. En 2019, il devient également champion d'Océanie de vitesse et du keirin. Aux mondiaux de Pruszków, il échoue au pied du podium en vitesse et en keirin. En octobre, alors qu'il se plaint de douleurs au cou, un cancer de la thyroïde lui est diagnostiqué. La glande thyroïde lui est enlevée et il doit suivre un traitement avec des comprimés d'iode, qui ne remet pas en cause sa participation pour les Jeux olympiques de Tokyo. En février 2020, il déclare forfait aux mondiaux de Berlin, en raison d'une blessure à la jambe survenue après une chute à l'entraînement. En août 2021, aux Jeux olympiques de Tokyo, il se classe 4e de la vitesse par équipes et 5e du keirin.
En 2022, il décroche trois titres aux championnats d'Australie et aux championnats d'Océanie. En août, il participe aux Jeux du Commonwealth de Birmingham, où il obtient trois nouvelles médailles, dont les titres sur le kilomètre et la vitesse par équipes. Lors des mondiaux de Saint-Quentin-en-Yvelines, il devient champion du monde de vitesse par équipes, en mettant fin au règne des sprinteurs néerlandais. Il s'agit de son deuxième titre sur l'épreuve, dix ans après le premier en 2012. Il est également médaillé de bronze de la vitesse individuelle. Aux mondiaux de 2023, il est double médaillé d'argent sur le kilomètre et la vitesse par équipes. Il termine sa carrière lors des Jeux olympiques de Paris en 2024. Pour ses quatrièmes Jeux olympiques, il décroche enfin ses premières médailles avec le bronze sur le keirin et la vitesse par équipes,. Il arrête sa carrière après ces Jeux, à 32 ans.

## Palmarès sur piste

### Jeux olympiques
- Londres 2012
  - 4e de la vitesse par équipes
- Rio 2016
  - 4e de la vitesse individuelle
  - 4e de la vitesse par équipes
  - 10e du keirin
- Tokyo 2020
  - 4e de la vitesse par équipes
  - 5e du keirin
- Paris 2024
  -  Médaille de bronze du keirin
  -  Médaillé de bronze de la vitesse par équipes

### Championnats du monde
| Édition / Épreuve              | Kilomètre | Keirin   | Vitesse individuelle | Vitesse par équipes                         |
| Montichiari 2010 (juniors)     |           | Or       | Or                   | Argent                                      |
| Apeldoorn 2011                 |           |          | 11e                  | Bronze                                      |
| Melbourne 2012                 |           |          | 9e                   | Or (avec Shane Perkins et Scott Sunderland) |
| Minsk 2013                     |           | 8e       | 5e                   | 4e                                          |
| Cali 2014                      |           | 10e      | 4e                   | 6e                                          |
| Saint-Quentin-en-Yvelines 2015 |           | 10e      | 5e                   | 6e                                          |
| Londres 2016                   |           | 1er tour | Argent               | 5e                                          |
| Hong Kong 2017                 |           | 4e       | 6e                   | 6e                                          |
| Apeldoorn 2018                 | Argent    | 7e       | Or                   |                                             |
| Pruszków 2019                  |           | 4e       | 4e                   |                                             |
| Saint-Quentin-en-Yvelines 2022 |           |          | Bronze               | Or (avec Hoffman, Richardson et Cornish)    |
| Glasgow 2023                   | Argent    |          |                      | Argent                                      |

### Coupe du monde
- 2013-2014

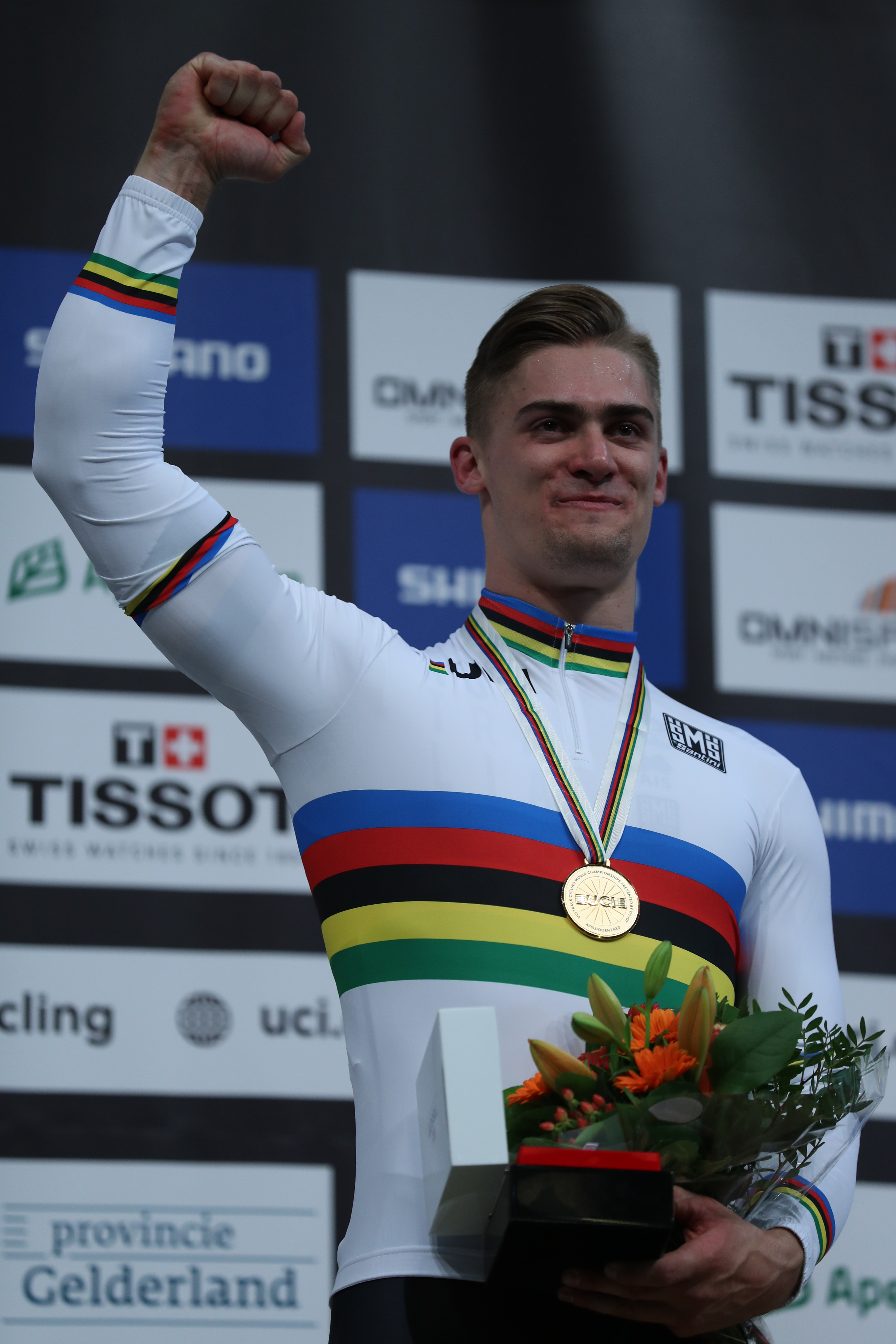
Matthew Glaetzer après son titre mondial en 2018.

  - 1er de la vitesse à Aguascalientes
  - 3e de la vitesse par équipes à Aguascalientes
- 2014-2015
  - 1er de la vitesse à Guadalajara
  - 2e du keirin à Guadalajara
  - 2e de la vitesse par équipes à Londres
- 2015-2016
  - 1er de la vitesse à Cambridge
  - 3e de la vitesse par équipes à Cambridge
- 2017-2018
  - Classement général du kilomètre
  - 1er du kilomètre à Manchester
  - 1er de la vitesse à Pruszków
  - 3e de la vitesse à Manchester
- 2018-2019
  - Classement général de la vitesse
  - 1er de la vitesse à Saint-Quentin-en-Yvelines
  - 1er de la vitesse à Milton
  - 1er de la vitesse à Berlin
  - 2e du keirin à Berlin
- 2019-2020
  - 2e du keirin à Brisbane
  - 3e du keirin à Cambridge
  - 3e de la vitesse à Brisbane

### Coupe des nations
- 2023
  - 1er de la vitesse par équipes à Milton (avec Leigh Hoffman et Matthew Richardson)
- 2024
  - 1er de la vitesse par équipes à Adélaïde (avec Leigh Hoffman, Thomas Cornish et Matthew Richardson)
  - 1er de la vitesse par équipes à Hong Kong (avec Leigh Hoffman, Thomas Cornish et Matthew Richardson)
  - 2e du keirin à Hong Kong
  - 3e de la vitesse individuelle à Adélaïde

### Jeux du Commonwealth
| Édition / Épreuve | Kilomètre | Keirin | Vitesse individuelle | Vitesse par équipes |
| Glasgow 2014      |           | Or     | 5e                   | Bronze              |
| Gold Coast 2018   | Or        | Or     | 1/8e de finale       | Bronze              |
| Birmingham 2022   | Or        | 11e    | 4e                   | Or                  |

### Championnats d'Océanie
| Édition / Épreuve | Kilomètre | Keirin | Vitesse individuelle | Vitesse par équipes                |
| Adélaïde 2010     |           |        |                      | Bronze                             |
| Adélaïde 2012     |           | Or     | Or                   | Or (avec Alex Bird et Peter Lewis) |
| Invercargill 2013 |           | Or     | Or                   | Argent                             |
| Adélaïde 2014     |           |        | Or                   | Argent                             |
| Invercargill 2015 |           | Or     | Or                   | Argent                             |
| Melbourne 2016    |           |        | Bronze               |                                    |
| Cambridge 2017    |           |        | Bronze               |                                    |
| Adélaïde 2018     |           | Or     | Or                   |                                    |
| Brisbane 2022     |           | Or     | Or                   | Or                                 |
| Brisbane 2023     | Or        | Bronze | Bronze               |                                    |

### Championnats d'Australie
- Champion d'Australie de vitesse par équipes : 2011, 2012, 2016, 2017, 2018, 2022 et 2024
- Champion d'Australie du keirin : 2012, 2017, 2018, 2020 et 2022
- Champion d'Australie de vitesse : 2014, 2015, 2016, 2018 et 2022
- Champion d'Australie du kilomètre : 2014 et 2018